# Un beau matin
«Un beau matin» —[ œ̃ bo ma.tɛ̃ ]; en español: «Una bonita mañana»— es una canción compuesta por Jacques Martin e interpretada en francés por Vetty. Se lanzó como sencillo en 1969 mediante Riviera.
En la carátula del sencillo, la canción aparece marcada como «la canción oficial de Liechtenstein para el Festival de la Canción de Eurovisión 1969». Se cree que fue una broma por parte de la compañía francesa — aun así, las reglas del momento hubieran hecho imposible que fuera interpretada totalmente en francés, ya que las canciones debían ser interpretadas en el idioma oficial del país, en este caso el alemán.

## Letra
En la canción, la intérprete cuenta que «una bonita mañana, no habrá fronteras» y podrá visitar toda Europa. Menciona que además podrá degustar platos típicos de diversos territorios, como «el merguez de Deauville» o «la buena cerveza de Sevilla».

## Formatos
| Disco de vinilo 7"/EP |                                     |          |  |
| N.º                   | Título                              | Duración |  |
| 1.                    | «Johnny (Si tu viens à St-Étienne)» | 2:44     |  |
| 2.                    | «La poubelle»                       | 2:02     |  |
| 3.                    | «Nicolas»                           | 2:07     |  |
| 4.                    | «Un beau matin»                     | 3:01     |  |

## Créditos
- Vetty: voz
- Jean Baïtzouroff: composición
- Jacques Martin: letra
- Jacques Denjean et ses rythmes: instrumentación
- Riviera: compañía discográfica

Fuente:

## Historial de lanzamiento
| Región  | Fecha | Formato                              | Discográfica | Ref.  |
| ------- | ----- | ------------------------------------ | ------------ | ----- |
| Francia | 1969  | Disco de vinilo 7", 45 RPM, EP, mono | Riviera      | [ 1 ] |